# Палаццо Каприни
Палаццо Каприни (итал. Palazzo Caprini) — палаццо (городской дворец) в Риме, Италия. Расположено в рионе (районе) Борго между площадью Скоссакавалли и улицей Алессандрина (также называемой Борго-Нуово), оформленной по случаю Юбилейного 1500 года. Выдающийся памятник архитектуры эпохи Высокого Возрождения, построенный по проекту Донато Браманте около 1510 года.
Здание известно также как Палаццо ди Рафаэлло, или «Дом Рафаэля» (Palazzo di Raffaello, или Casa di Raffaello), поскольку художник купил его в 1517 году и жил там до своей смерти, наступившей три года спустя, хотя к тому времени он планировал построить новый дворец гораздо большего размера и в другом месте.

## История
Палаццо было построено для апостольского протонотария Адриано де Капринис (Adriano de Caprinis). Оно представляет собой один из первых примеров «палаццетто в римском стиле» (palazzetto alla romana), разновидности малого городского дворца, разработанного самим Браманте в 1509 году и предназначенного для не самых важных личностей, придворных «второго ряда», которые не могли позволить себе большие представительные дворцы.
В конце XVI века здание было включено в состав Палаццо деи Конвертенди при возведении в XVII веке колоннады площади Святого Петра по проекту Дж. Л. Бернини, полностью изменив свой первоначальный вид. Весь комплекс был снесён в 1938 году при строительстве улицы Виа делла Кончилиационе. Внешний вид главного фасада известен по офорту Антуана Лафрери (1549) и рисунку, приписываемому Андреа Палладио.

## Архитектура
Тип малого городского дворца, разработанный Браманте в 1509 году, в дальнейшем многократно повторяли ученики и последователи выдающегося архитектора в Риме. Палаццо Каприни стало классическим образцом для многих архитекторов и построек XVI века: Палаццо Бранконио дель Аквила и Палаццо Видони-Каффарелли Рафаэля Санти в Риме, Палаццо Барбаран да Порто Андреа Палладио в Виченце, Палаццо Угуччиони во Флоренции, Палаццо Чиприано Паллавичини в Генуе и многих других.
Главный фасад Палаццо Каприни состоит из двух ярусов (регистров) и пяти арочных пролётов первого яруса, обработанными мощной рустикой с имитацией тёсаного камня заливкой раствора в деревянную опалубку (найденный архитектором способ удешевления постройки). Верхний ярус обработан парными колоннами римско-дорического ордера с неполным («облегчённым») антаблементом (без архитрава).